# Transamazonica

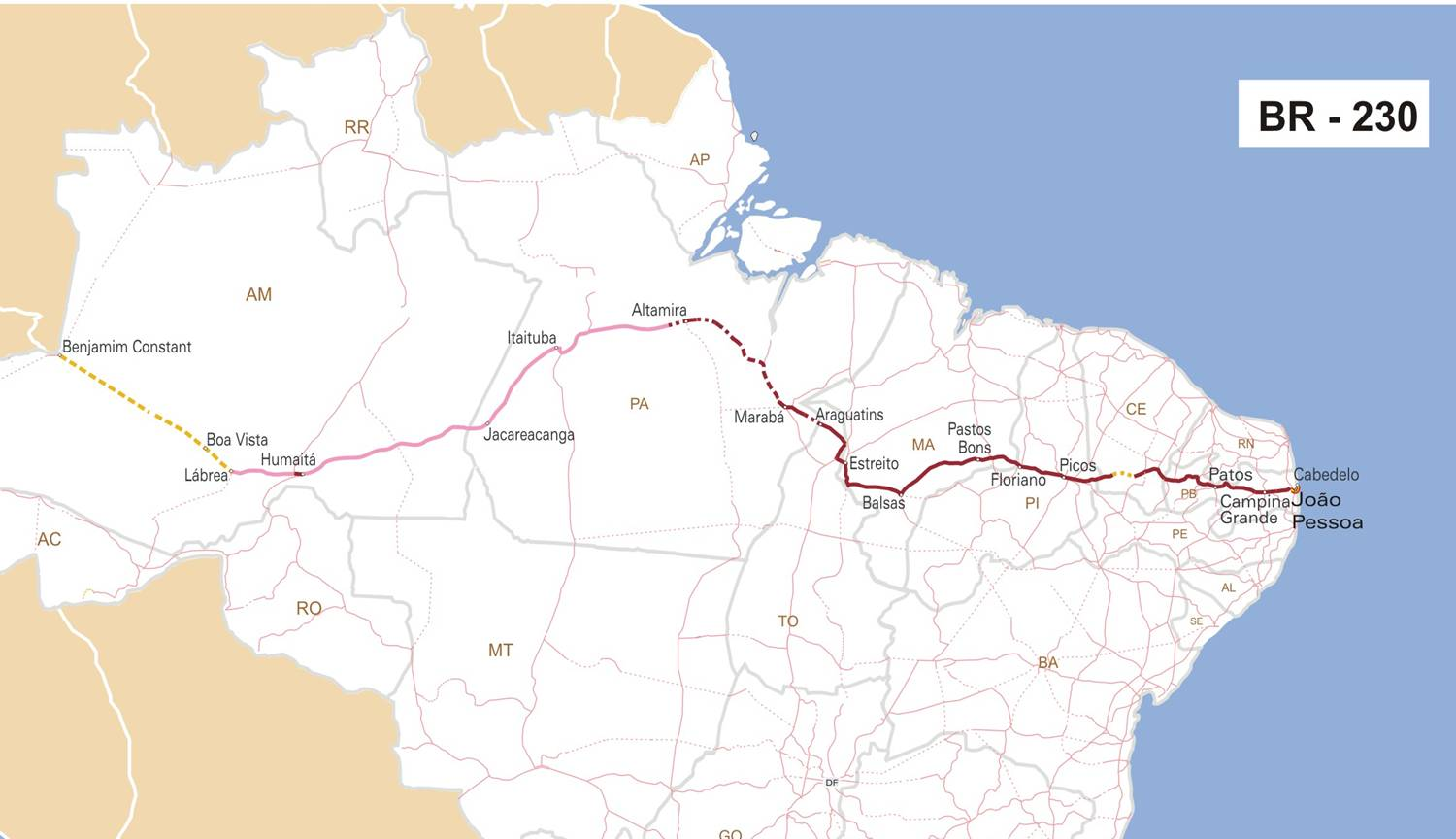
Traject van de Transamazonica

De Transamazonica, BR-230 of de Rodovia Transamazonica is een weg in Brazilië die dwars door het regenwoud loopt. Hij werd vanaf 1972 aangelegd door de Braziliaanse overheid.
Het Amazonegebied, dat voor Brazilië economisch erg belangrijk is, is slechts beperkt toegankelijk. De ter ontsluiting voor het (vracht)autoverkeer aangelegde Transamazonica is 5.000 km lang en loopt tussen Recife en de grens met Peru. Minder dan 200 km heeft een verhard wegdek.
De 'Transamazonica' is gebouwd voor een betere verbinding tussen de landen die gescheiden zijn door het regenwoud.
Deze 5.000 kilometer lange verkeersweg ging oorspronkelijk tot in Peru lopen, maar dit is afgelast vanwege financiële moeilijkheden.

## Functies

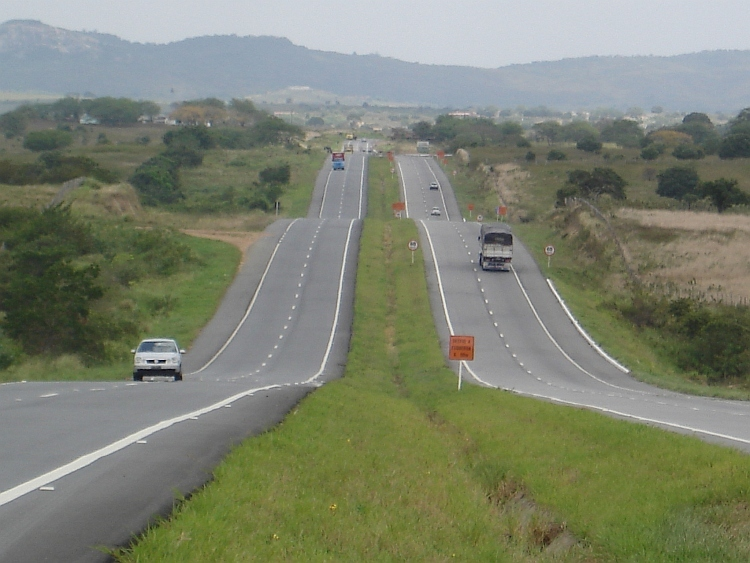
Transamazonica, verdubbeld gedeelte tussen Campina Grande en Cabedelo

De BR-230 of Transamazônica is een kruisende snelweg, beschouwd als de op twee na langste snelweg in Brazilië, met een lengte van 4260 km, die de havenstad Cabedelo in Paraíba verbindt met de gemeente Lábrea, in Amazonas, en enkele van de belangrijkste steden afsnijdt. uit Brazilië. Het dient ook als verbinding met havengebieden in de staat Pará, zoals Haven van Santarém; Marabá, Altamira en Itaituba. Het maakt ook verbinding met havens aan de noordoostkust, zoals de Haven van Suape. Het maakt ook verbinding met de havens van de noordoostkust. In Paraíba vertegenwoordigt het de belangrijkste as van het verkeer van mensen en goederen tussen de gemeenten, met als referentie de haven van Cabedelo en de steden João Pessoa, Campina Grande, Patos, Pombal, Sousa en Cajazeiras, de grootste economische centra van de staat. Het doorkruist de Paraíba-bodem gedurende 521 km, met goede verkeersomstandigheden tot aan de grens met de staat Ceará.
Het 147,6 km lange gedeelte tussen Cabedelo, waar het herkenningspunt 0 zich bevindt, en Campina Grande, dat door Grande João Pessoa en andere gemeenten loopt, is onder de FHC-regering verdubbeld. Een verdere verdubbeling is gepland tussen de gemeenten Campina Grande en Cajazeiras.